# Scienza patologica
La scienza patologica sono idee delle quali "non ci si riesce a liberare", anche molto tempo dopo essere state dichiarate erronee dalla maggior parte degli studiosi di un certo settore. Il termine è stato coniato dal Premio Nobel per la chimica Irving Langmuir durante un incontro allo Knolls Research Laboratory avvenuto il 18 dicembre del 1953. Il termine è stato spesso visto come insulto rivolto alla persona, incapace di accorgersi della completa follia dell'obiettivo; l'atteggiamento, infatti, sottende l'autoinganno, e per questo motivo va distinto dalla frode scientifica (che invece è sempre fatta in piena coscienza).
I critici di questo concetto sostengono che il paradigma di scienza patologica non è in grado di stabilire criteri di distinzione tra le scoperte durature e le mode passeggere, e che potrebbe essere applicato a molte scoperte del passato dall'impatto rivoluzionario.

## Scienza patologica
La scienza patologica, così definita, è un processo psicologico con il quale uno scienziato, che accetta a monte il metodo scientifico, inconsciamente se ne distacca, mettendo in moto un processo di interpretazione dei dati secondo i propri desideri. Solitamente un atteggiamento di scienza patologica si distingue da questi aspetti:
- Il massimo effetto osservato viene spesso prodotto da un agente causale di intensità appena percettibile, e l'ampiezza dell'effetto è essenzialmente indipendente dall'intensità della causa.
- Sono spesso necessarie molte misurazioni, a causa della bassa rilevanza statistica dei risultati.
- È richiesta una grande accuratezza.
- Per spiegare il fantomatico fenomeno, vengono proposte teorie iperboliche, contrarie all'esperienza.
- Si risponde alle critiche con artifici "ad hoc".

Si tratta in realtà di un atteggiamento molto simile a quello perpetrato da uno che si occupa di pseudoscienza.

### Raggi N
Langmuir ha discusso il caso dei raggi N quale esempio universale di scienza patologica.
Nel 1903, Prosper-René Blondlot, intento allo studio dei raggi X (come molti dei fisici dell'epoca) notò quella che interpretò come una nuova radiazione visibile in grado, tra le altre cose, di essere deflessa dall'alluminio. I risultati vennero apparentemente confermati da altri eminenti fisici francesi, tra cui Becquerel. 
Dopo qualche tempo, un altro fisico americano, Robert Williams Wood, che aveva provato senza successo a replicare gli esperimenti di Blondlot, decise di far visita al suo laboratorio. Blondlot e i suoi collaboratori replicarono davanti a lui un esperimento che, a parere loro, dimostrava che i raggi N esistevano con quattro lunghezze d'onda diverse. L'esperimento consisteva nel far passare i raggi attraverso una fessura di 2 millimetri, poi attraverso un prisma di alluminio, per misurarne infine l'indice di rifrazione con la precisione del centesimo di millimetro. Doveva inoltre avvenire in una stanza buia, poiché la luce visibile avrebbe potuto interferire con la rilevazione dei raggi N.
Wood chiese quanto avesse senso misurare qualcosa con precisione 0,01 mm partendo da una sorgente di 2 mm, e Blondlot rispose qualcosa come "Questo è uno degli aspetti più affascinanti dei raggi N: essi non seguono le ordinarie leggi della fisica". Allora Wood chiese di ripetere l'esperimento, e senza farsi vedere da Blondlot, rimosse il prisma. Eppure, a detta sua, lui ottenne i soliti risultati.

## Poliacqua
La poliacqua, un ipotetico polimero dell'acqua,  fu proposta dal fisico sovietico Nikolaj Fedjakin nel 1962. L'argomento appassionò la comunità scientifica per una decina di anni, infatti vennero pubblicati molti articoli sull'argomento in importanti riviste scientifiche. In quegli anni si capì che non esisteva nessun polimero dell'acqua, ma le impurezze introdotte in fase  di condensazione producevano la sostanza anomala che era stata scambiata per un polimero.

### Ulteriori esempi
Langmuir portò anche altri esempi di scienza patologica nel corso di quel breve incontro, fra cui la convinzione che siano possibili percezioni extra-sensoriali (ESP), ma molti di essi sono oggi caduti nel dimenticatoio (tuttavia, se ne sono aggiunti di nuovi).

## Critiche
Langmuir in passato sostenne la teoria della struttura cubica dell'atomo, successivamente abbandonata in favore della teoria atomica di Niels Bohr. Il senso della definizione di scienza patologica può essere chiarito proprio dal confronto tra questa vecchia teoria e il caso dei raggi N.
Appena una certa teoria viene classificata come scienza patologica, i sostenitori della categoria si affrettano a difendere anche la particolare teoria. In generale, l'argomento fondamentale a sostegno di questo atteggiamento è che "nessuno, nel passato, considerava reale l'«effetto xxx», ma il tempo ha dato le sue dimostrazioni". Questo argomento pare non centrare la questione. Il problema non è accertare l'esistenza o meno di un certo effetto, al di là del fatto che la gente possa "crederci" o meno; il problema è il metodo con il quale il problema è affrontato.
Nondimeno il termine resta di difficile applicazione, anche soltanto per il fatto che la parola "patologica" richiama troppo direttamente il concetto di malattia (in questo caso, mentale). Andrebbe individuato un termine più neutro.
Né, in verità, le scienze riconosciute si sono mostrate storicamente infallibili nell'applicazione del concetto; sono infatti molte le teorie etichettate a torto come "scienza patologica".